# Jan Jurkiewicz
Jan Michał Jurkiewicz – polski historyk, dr hab. nauk humanistycznych, profesor Instytutu Historii Wydziału Historii Uniwersytetu im. Adama Mickiewicza w Poznaniu.

## Życiorys
Obronił pracę doktorską, w 1989 habilitował się na podstawie pracy zatytułowanej Powinności włościan w Wielkim Księstwie Litewskim XVI-XVII w. 19 lutego 2014 nadano mu tytuł profesora w zakresie nauk humanistycznych. Piastował stanowisko profesora w Instytucie Historii na Wydziale Historii Uniwersytetu im. Adama Mickiewicza w Poznaniu.